# Jöran Fincke
Jöran Fincke, död troligen 1569, var en svensk riksdagsman, lagman och hovmästare. Han var bror till Gustaf Fincke.
Jöran Fincke var son till väpnaren Gödeke Nilsson Fincke. Han var i hovtjänst hos Gustav Vasa 1535 och var 1536 troligen köksmästare hos kungen. Han kom där med tiden att anlitas för olika diplomatiska uppdrag. 1549 blev han lagman i Norrfinne lagsaga vilken från 1560 även omfattade Satakunda och Österbotten samt senare även Åland. 1561 slogs Fincke till riddare och omtalas samma år som kungens köksmästare, 1562 som hans hovmästare. Jöran Fincke namnges 1563-1567 som riksråd. Han blev 1568 hovmästare hos Sofia av Sachsen-Lauenburg. Jöran Fincke bevistade riksdagen i Stockholm 1561, riksdagen i Arboga 1561 och riksdagen i Stockholm 1569.
Jöran Fincke skrev sig till godset Pernå i Reso socken.